# Hemisphaerius stali
Hemisphaerius stali är en insektsart som beskrevs av Banks 1910. Hemisphaerius stali ingår i släktet Hemisphaerius och familjen sköldstritar. Inga underarter finns listade i Catalogue of Life.